# 柯氏平額魚
柯氏平額魚，為黑頭魚科的其中一種，為深海魚類，分布於全球三大洋海域，深度100-2650公尺，體長可達31公分，棲息在中層水域，以甲殼類為食，生活習性不明。